# Salagena ngazidya
Salagena ngazidya is een vlinder van de familie van de Metarbelidae. De wetenschappelijke naam van de soort is voor het eerst gepubliceerd in 1981 door Pierre Viette.
De soort komt voor in de Comoren.